# Templeuve-en-Pévèle
Templeuve-en-Pévèle ist eine französische Gemeinde mit 6.979 Einwohnern (Stand: 1. Januar 2022) im Département Nord in der Region Hauts-de-France. Sie gehört zum Arrondissement Lille und zum Kanton Templeuve-en-Pévèle. Ferner ist sie Mitglied des Gemeindeverbands Pévèle-Carembault. Die Einwohner werden Templeuvois und Templeuvoises genannt.

## Geografie
Die Gemeinde Templeuve-en-Pévèle liegt 15 Kilometer südöstlich von Lille und acht Kilometer westlich der Grenze zu Belgien. Der Fluss Marque begrenzt die Kleinstadt im Norden. Umgeben wird Templeuve-en-Pévèle von den Nachbargemeinden Péronne-en-Mélantois im Norden, Louvil und Cysoing im Nordosten, Genech im Osten, Nomain im Südosten, Cappelle-en-Pévèle im Süden, Mérignies im Südwesten, Ennevelin im Westen und Fretin im Nordwesten. Durch die Gemeinde führt die Autoroute A23 von Lille nach Valenciennes.

## Geschichte
Der Name des Ortes geht auf templum iovis (lateinisch für Tempel des Iupiter) zurück. An der Stelle der heutigen Kirche Saint-Martin soll ein solcher römischer Tempel gestanden haben.
877 wird der Name templovium nachgewiesen.

## Bevölkerungsentwicklung
| Jahr                       | 1962 | 1968 | 1975 | 1982 | 1990 | 1999 | 2011 | 2021 |
| Einwohner                  | 3879 | 4117 | 5085 | 5289 | 5371 | 5778 | 5805 | 6705 |
| Quellen: Cassini und INSEE |      |      |      |      |      |      |      |      |

## Sehenswürdigkeiten
- Kirche Saint-Martin
- ehemaliges Rathaus (errichtet von Louis Bonnier)
- Windmühle (Moulin de Vertain), Monument historique
- Château Baratte aus dem Jahr 1853, Rathaus seit 2002
- Brauerei Lambertin, um 1850 errichtet

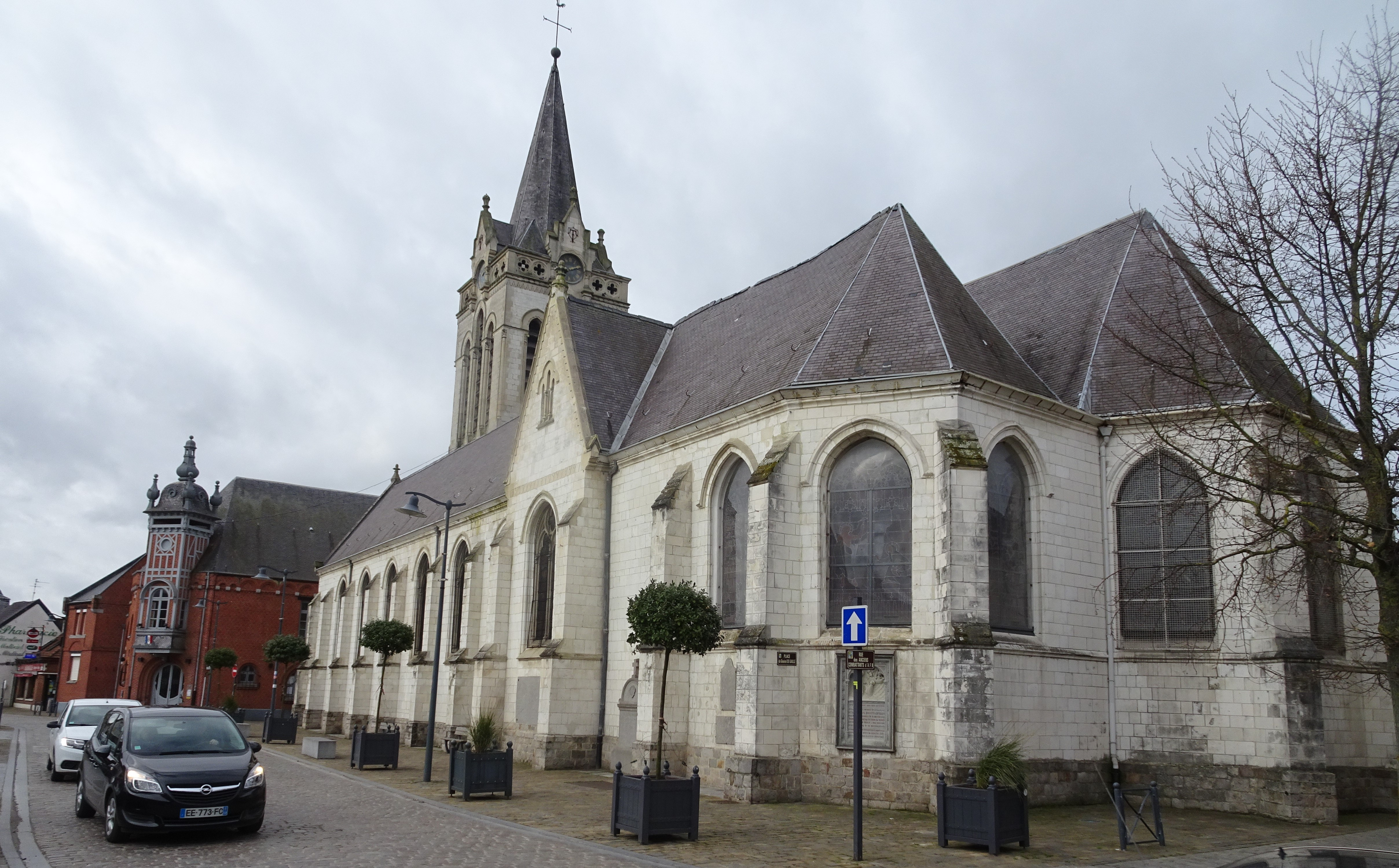
Kirche Saint-Martin
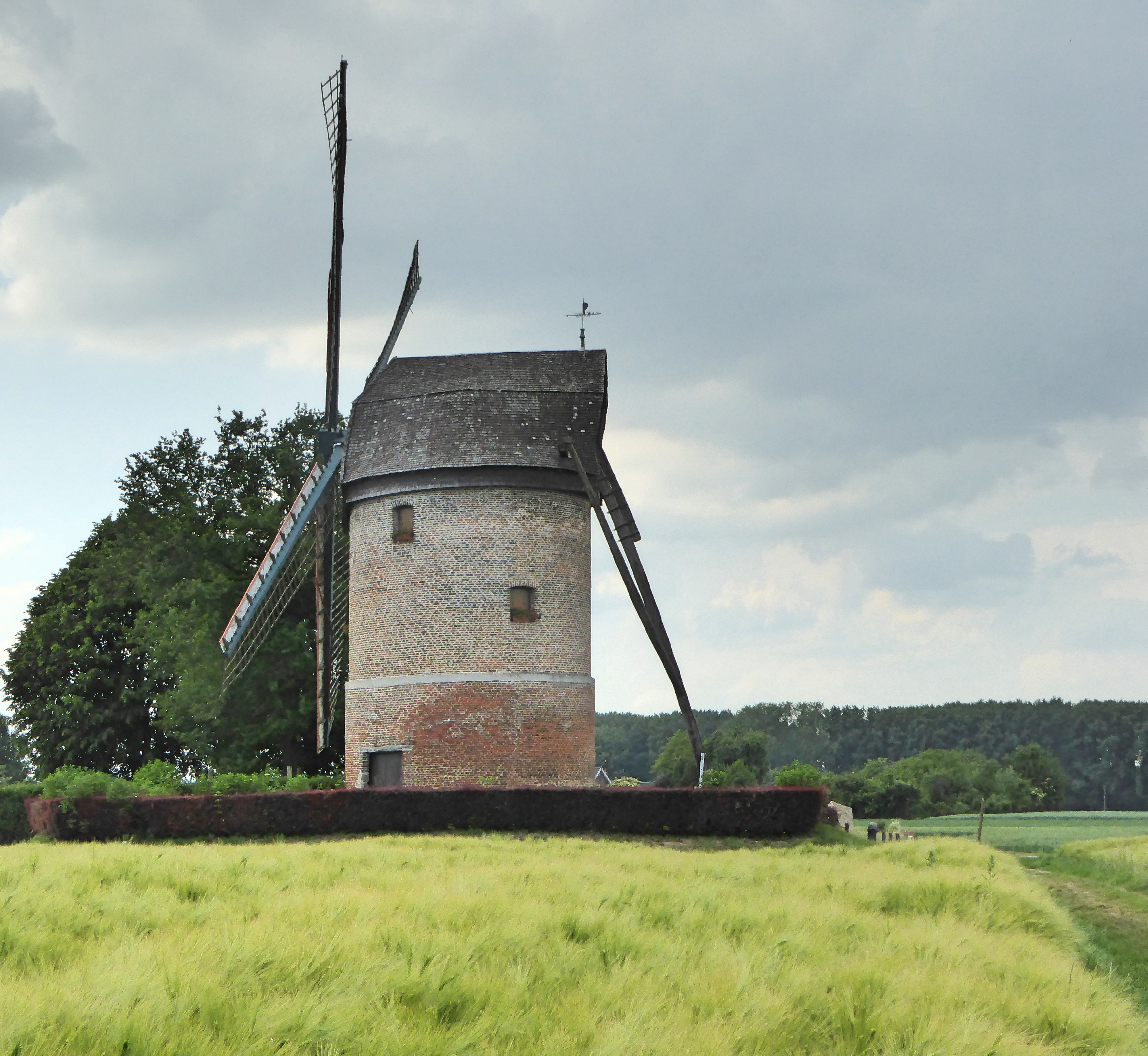
Windmühle Le Vertain
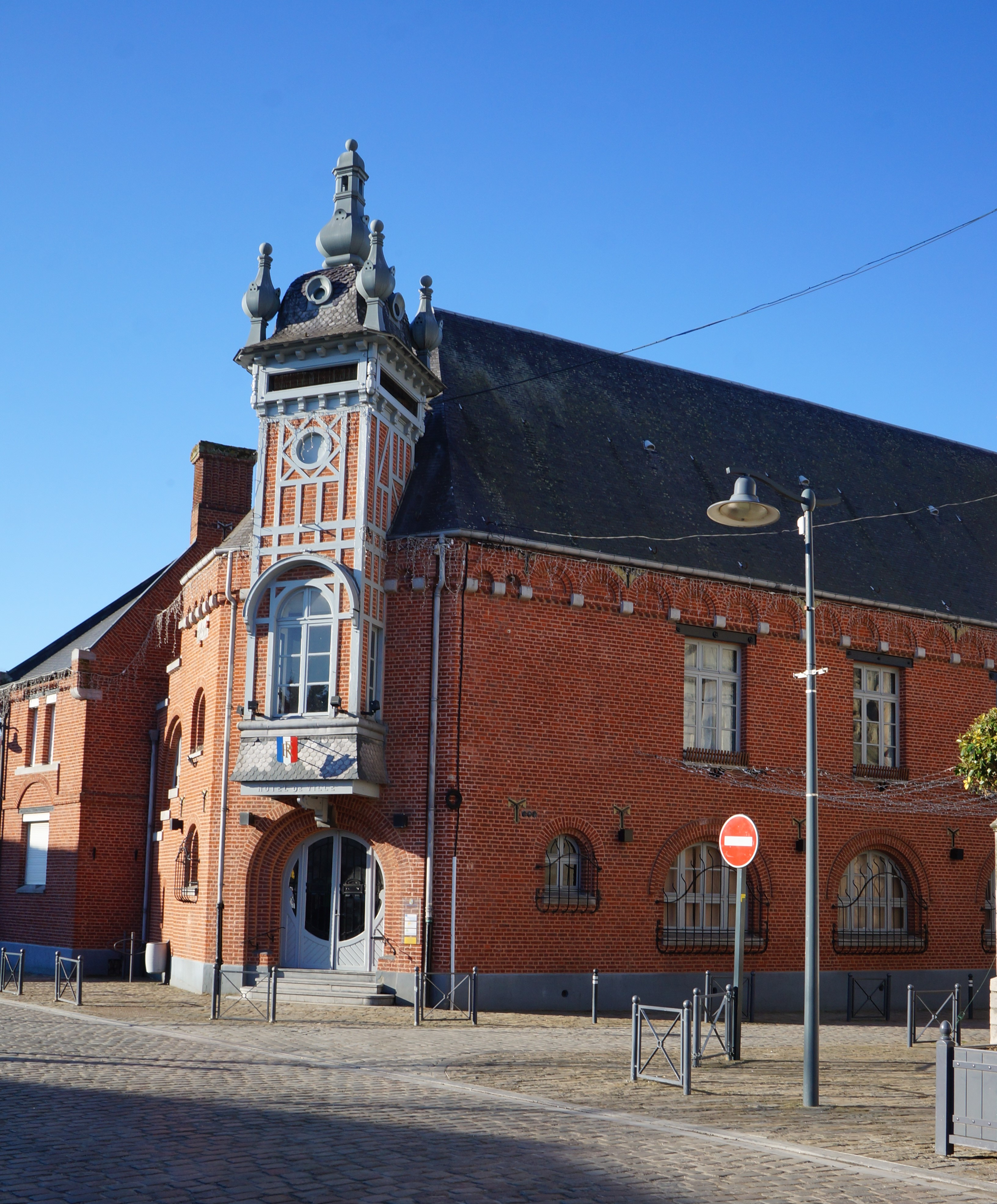
Ehemaliges Rathaus
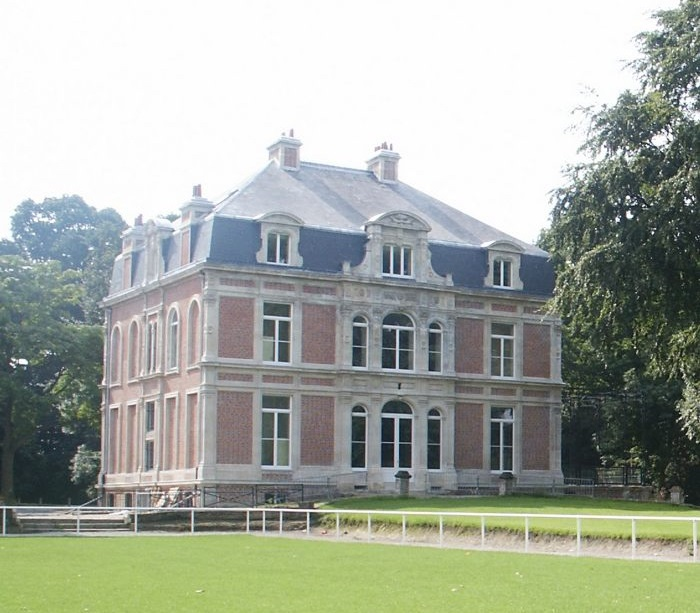
Château Baratte
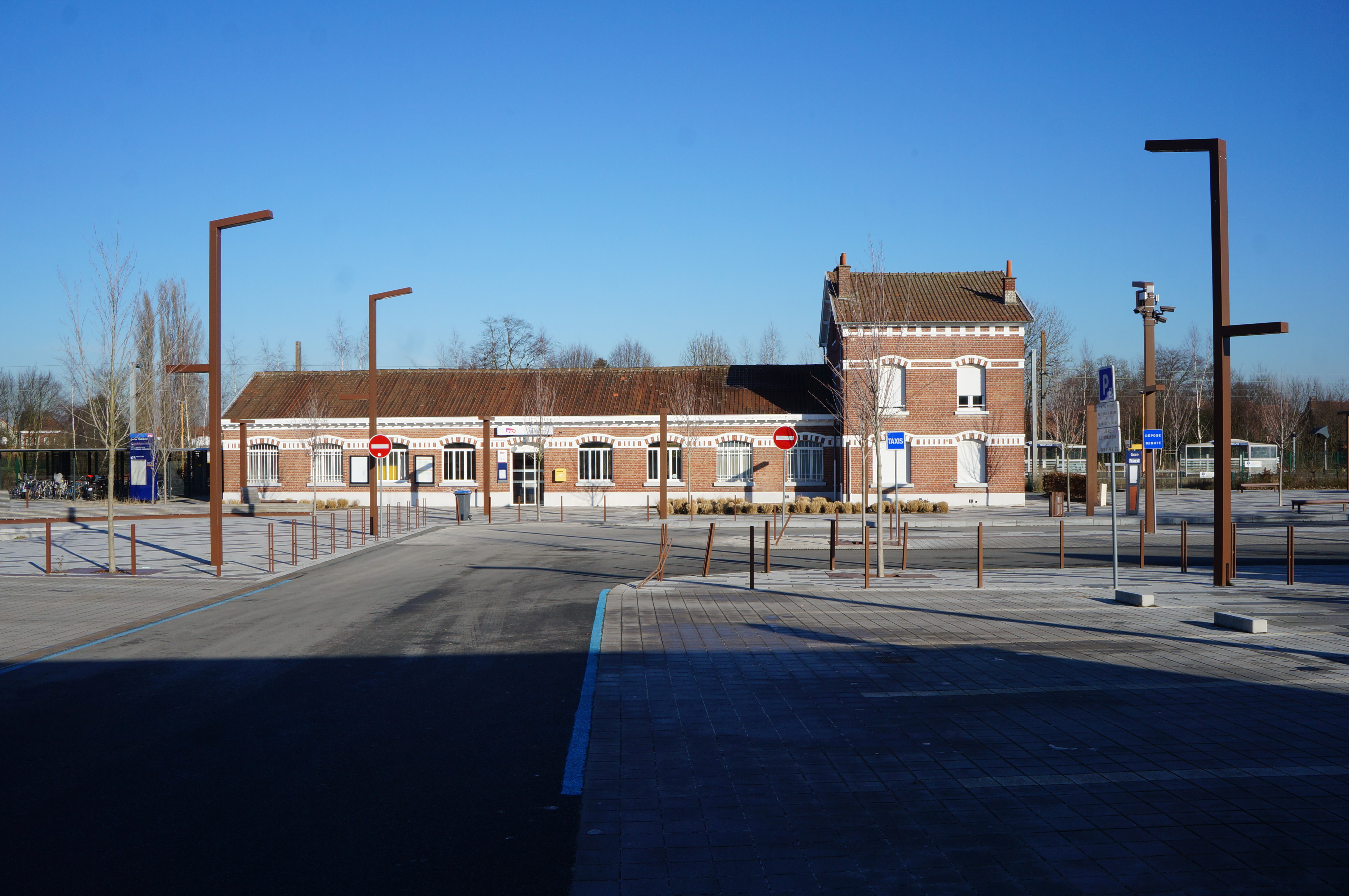
Bahnhof
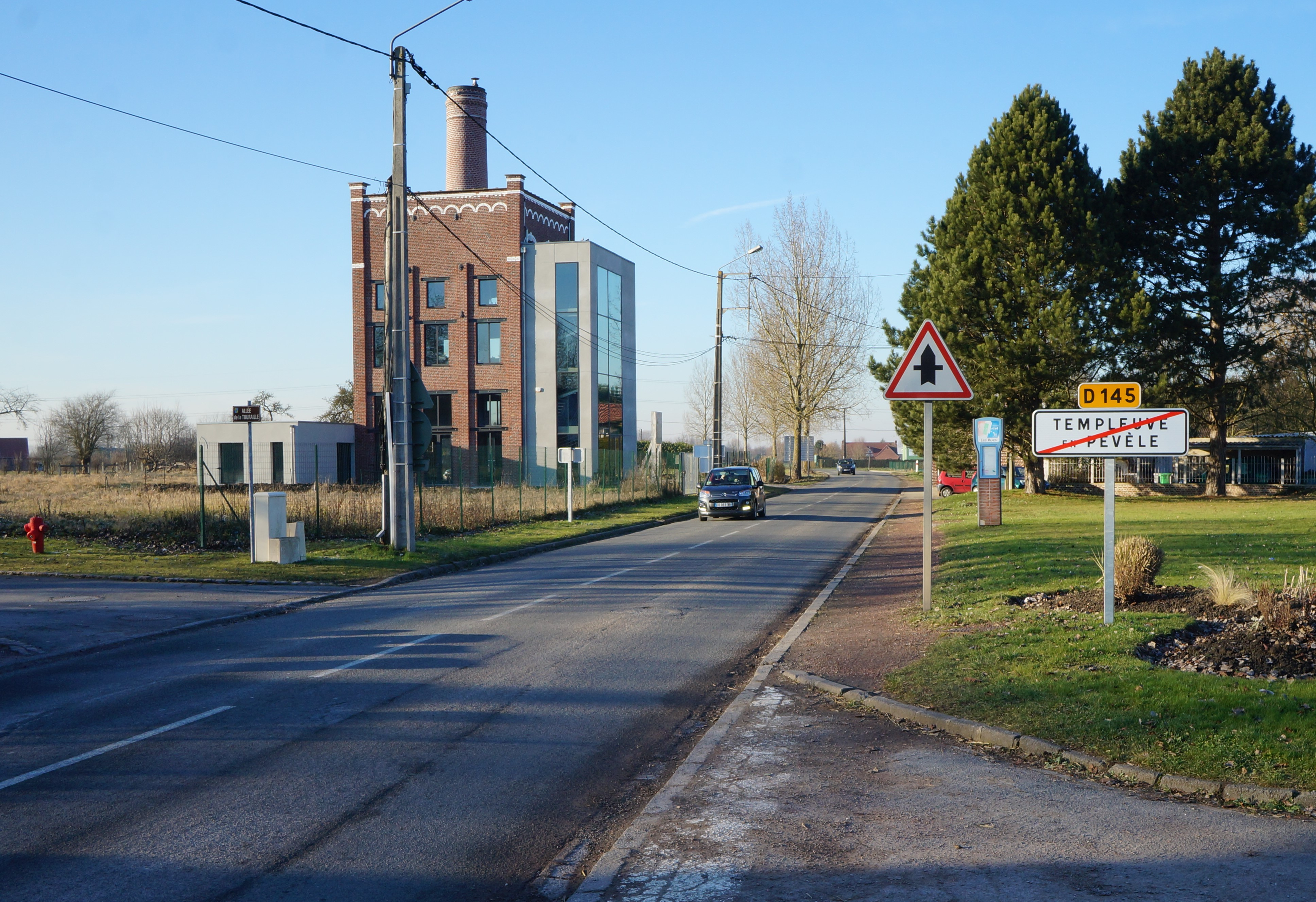
Ehemalige Brauerei Lambertin
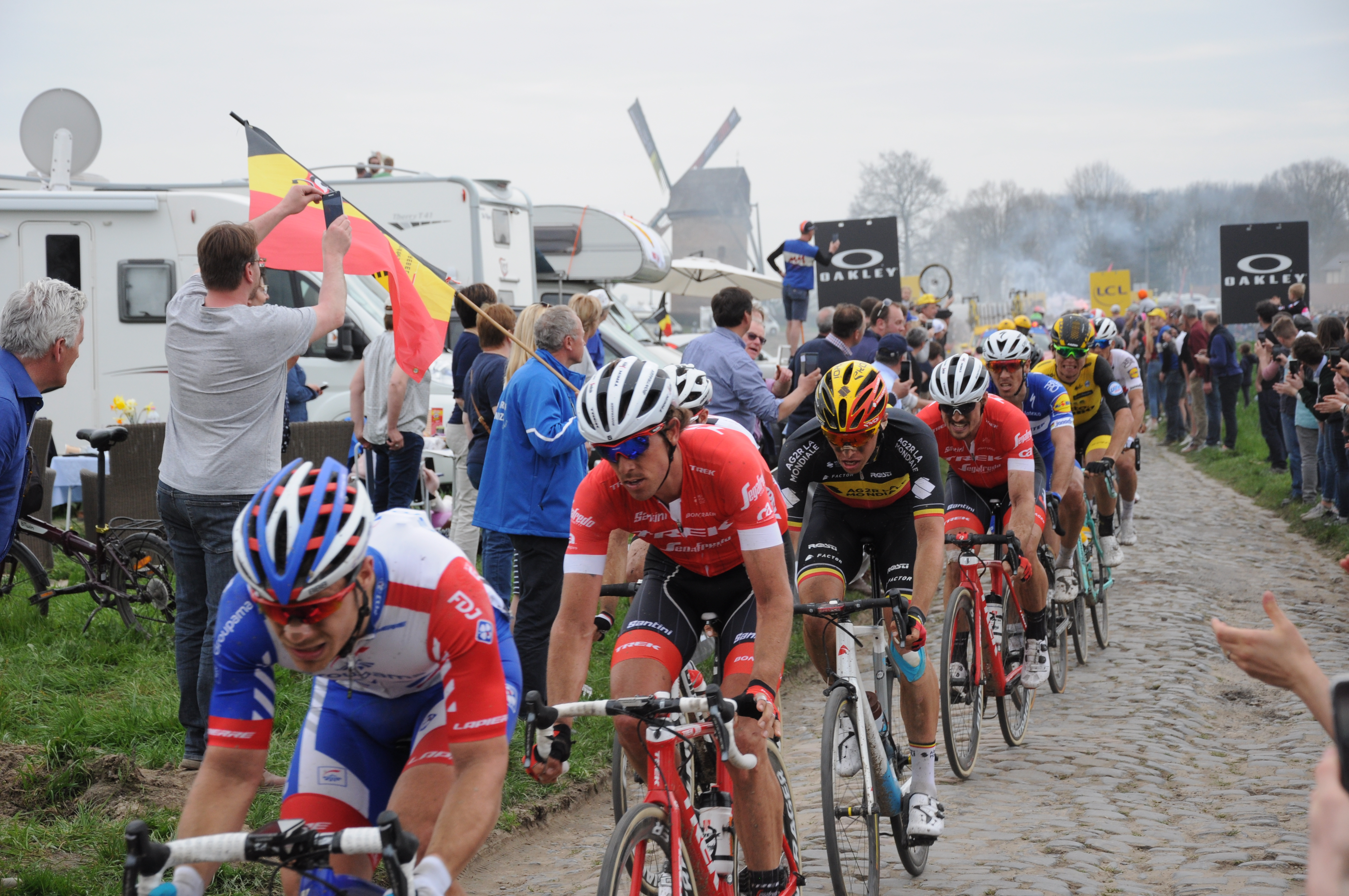
Kopfsteinpflasterstraße bei Paris–Roubaix 2018
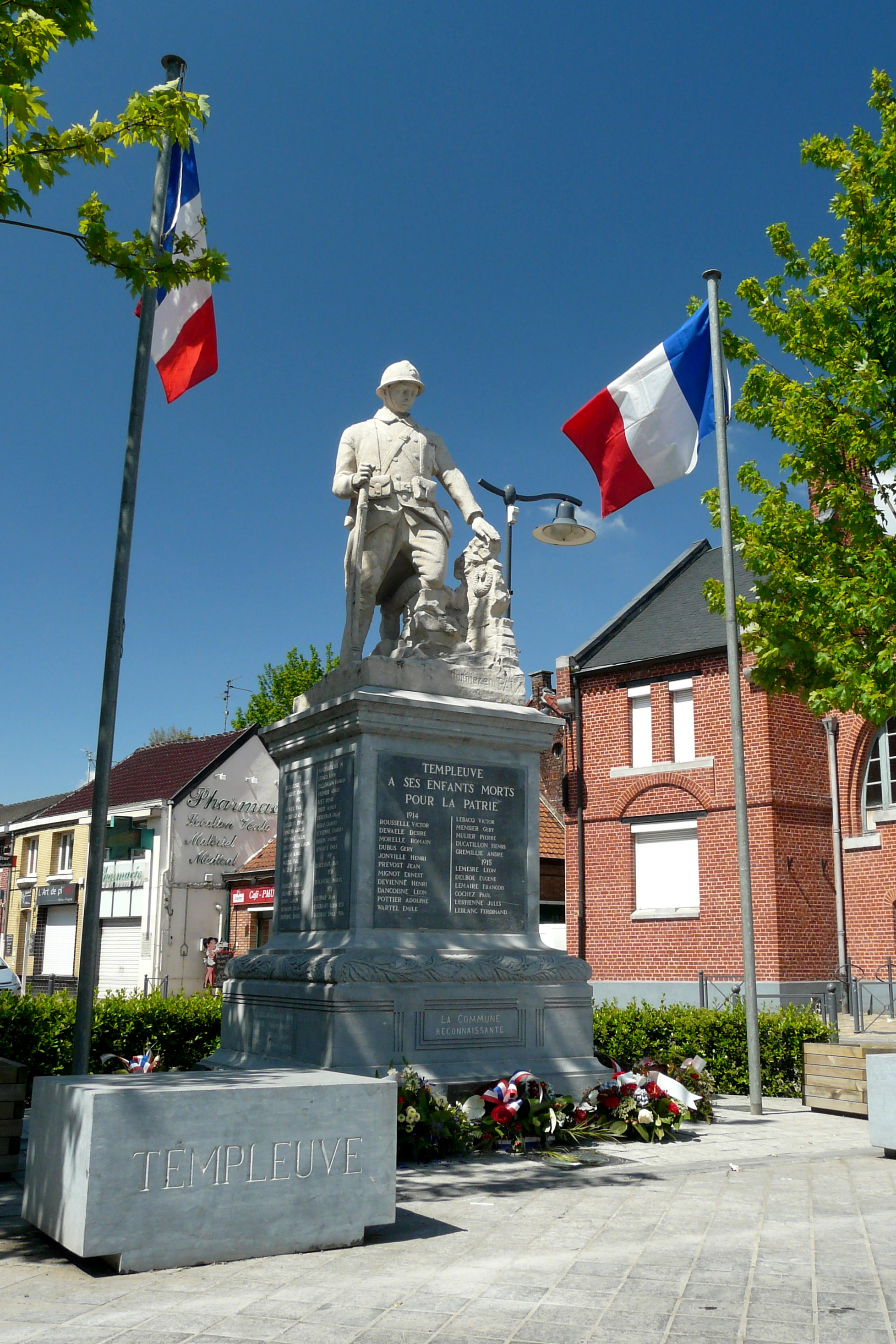
Gefallenendenkmal

## Persönlichkeiten
- Léon Herbo (1850–1907), Porträt-, Genremaler, Orientalist und Kunstkritiker
- Louis Bonnier (1856–1946), Architekt
- Jules Bonnier (1859–1908), Zoologe
- Pierre Bonnier (1861–1918), Neurologe
- Charles Bonnier (1863–1926), Linguist